# Mon chemin
Pour plus de détails, voir Fiche technique et Distribution.
Mon chemin (Így jöttem) est un film hongrois réalisé par Miklós Jancsó, sorti en 1965.

## Synopsis
Jóska (József), un jeune hongrois, est fait prisonnier par les soviétiques au printemps 1945, à la fin de la guerre. N'ayant pas réussi à s'enfuir pour rejoindre son pays, il est envoyé dans une ferme isolée pour aider un jeune soldat russe à collecter du lait pour l'armée. Une solidarité puis une amitié naît entre les deux hommes.

## Fiche technique
- Titre : Mon chemin
- Titre original : Így jöttem
- Réalisation : Miklós Jancsó
- Scénario : Gyula Hernádi et Imre Vadász
- Pays d'origine : Hongrie
- Format : Noir et blanc - 1,66:1 - Mono - 35 mm
- Genre : Drame et guerre
- Durée : 108 minutes
- Dates de sortie : 
  -  Hongrie : 14 janvier 1965
  -  France : 8 février 1968

## Distribution
- András Kozák : Jóska
- Sergueï Nikonenko : Kolja
- Béla Barsi : un soldat hongrois qui se relaxe
- Jurij Bodovszkij
- Viktor Csekmarev
- Sándor Csikós
- Mari Csomós
- László Csurka : un réfugié
- Ferenc Dávid Kiss
- Zoltán : un prisonnier de guerre
- János Görbe : un réfugié
- Árpád Gyenge : un homme juif de retour
- Katalin Gyöngyössy
- Tibor Haraszin
- János Harkányi
- Ferenc Horváth
- László Horváth
- Vilmos Izsóf : un réfugié
- Ilona Kállay :
- Péter Karikás
- János Koltai :
- János Körmendi
- János Krasznai
- József Madaras : un prisonnier de guerre
- Judit Meszléry : une fille réfugiée
- Tibor Molnár : Un homme rentrant chez lui
- Lajos Őze : un homme juif de retour
- Ida Siménfalvy : La tante âgée dans le train
- Sándor Siménfalvy
- Bertalan Solti : un soldat hongrois qui se relaxe
- Ernõ Szénási
- Gyula Szersén
- Tibor Szilágyi
- Ivan Szolovjev
- Endre Tallós : Le docteur dans le camp
- Lajos Tándor : un prisonnier de guerre